# Gynoplistia lowanna
Gynoplistia lowanna là một loài ruồi trong họ Limoniidae. Chúng phân bố ở miền Australasia.